# Hexanquiformes
Els hexanquiformes (Hexanchiformes) són un ordre d'elasmobranquis selacimorfs que inclou els taurons actuals més primitius. Conté solament cinc espècies vivents.

## Característiques
Els hexanquiformes només tenen una aleta dorsal, sis o set ranures branquials i no posseeixen la membrana nictitant en els ulls.